# Sebastián de Matienzo
Sebastián de Matienzo (Burgos, 1588-Pamplona, 20 de marzo de 1644) fue un jesuita, profesor, traductor, retórico y poeta español.

## Biografía
Era natural de Burgos, miembro de una familia de alcurnia. Aún menor de edad, accedió a la Compañía de Jesús. Siguió la carrera eclesiástica, si bien sus aficiones predilectas eran las letras humanas, tal y como quedó plasmado en sus escritos y en su ejercicio del profesorado de Retórica y Humanidades en Pamplona. Encontró en aquella ciudad editor para su libro.
Aunque firmada por un tal «Sebastián de Alvarado y Alvear», se descubrió a mediados del siglo XX que una obra titulada Heroyda era de su autoría. Escribió, asimismo, una glosa dedicada a La Eneida.
Lope de Vega le dedicó una estrofa de su Laurel de Apolo que decía:

Navarra la corona merecida
Pide que tenga la justicia y gracia,
Como si fuera el músico de Tracia,
Sebastian de Alvarado, en su Heroida,
A quien tan obligados
Estarán los ingenios españoles,
Pues de su ploma honrados
Todos parecen de su espejo soles.

Falleció en Pamplona en 1644.

## Obra
Además de las ya mencionadas, escribió otras obras:
- Syntagma rhetoricum, un tratado que firmó con el seudónimo de «Sebastianus Burgensis»; y
- Commentaria in Espistolam I. Ouidij.

En lo que se refiere a su labor como traductor, trajo al castellano el Hortulus Marianus de Francisco de la Cruz, también jesuita.